# Carles Arnal Ibáñez
Carles Arnal Ibáñez (Vila-real, 8 de febrer de 1957) és un polític, biòleg i professor valencià, diputat a les Corts Valencianes en la VII Legislatura.
Actualment és portaveu d'Els Verds-Esquerra Ecologista del País Valencià, partit creat pel mateix Arnal i altres exmilitants d'Els Verds del País Valencià el 2004 per la seua disconformitat amb l'acord pres pels darrers per a concórrer junt al PSOE a les eleccions europees i generals del mateix any. Fou diputat a les Corts Valencianes a la VI Legislatura (2003-2007), triat a la coalició Esquerra Unida - L'Entesa per la circumscripció de València.
Va ser present a les llistes a les Eleccions a les Corts Valencianes de 2007 per la coalició d'esquerres i nacionalista Compromís pel País Valencià, on es trobaria amb el també ecologista i rival polític Joan Francesc Peris (d'Els Verds del País Valencià). Després de la crisi de la formació del Compromís, participaria de la nova coalició electoral formada pel Bloc Nacionalista Valencià, Iniciativa del Poble Valencià i el seu partit, Els Verds - Esquerra Ecologista (Bloc-Iniciativa-Verds) per a concórrer a les eleccions generals espanyoles de 2008.
Ha militant a la CNT als darrers anys del franquisme i de la transició democràtica.Començà la seua militància política el 1994 a Els Verds, però abans ja prendria contactes amb el món ecologista integrant-se el 1975 al primer grup ecologista valencià, Margarida, i posteriorment del Grup Ecologista Llibertari.
Es llicencià en Biologia a la Universitat de València el 1979, i es doctorà el 1999. Actualment és catedràtic d'ensenyament secundari jubilat i membre d'Acció ecologista-Agró.

## Publicacions
Ha publicat alguns llibres i articles científics i de divulgació sobre diferents temes ambientals valencians, especialment sobre temàtica forestal i agricultura, a banda de nombrosos articles en periòdics i revistes valencians.
- Verd fosc. Una aproximació al medi ambient valencià. (1993)
- Balanç d'11 anys de gestió forestal autonòmica. Publicat a la revista Cuadernos de Geografía de la Universitat de València, 1995.
- La Agricultura y el Medio Ambiente. Publicat a "El Medio Ambiente en la Comunidad Valenciana" del COPUT el 1987.